# Грб Самое
Грб Самое је званични хералдички симбол пацифичке државе Самоа. Грб је инспирисан хералдичким амблемом (грбом) Уједињених нација. 
Састоји се од штита на ком је приказано сазвежђе Јужног крста на тамноплавој подлози а изнад се налази палма. Изнад штита је крст, а око штита је мрежа меридијана и паралела, те две маслинове гранчице, као на грбу Уједињених нација.
Испод штита је трака са државним геслом „Самоа се темељи на Богу“.

## Историјски грбови
- Грб Немачке Самое 1900–1914.
- Грб Западне Самое 1951–1962.